# 麻摩柯河
麻摩柯河，是中国长江流域的一条河流，汇入雅砻江，属于金沙江水系。河长123千米，流域面积3540平方千米，年均流量21立方米每秒。自然落差560米。水能理论蕴藏量5万千瓦。